# Bassara (Hina)
Bassara est une localité du Cameroun située dans le département du Mayo-Tsanaga et la Région de l'Extrême-Nord, à proximité de la frontière avec le Nigeria. Elle fait partie de la commune de Hina et du canton de Hina rural.

## Population
Lors du recensement de 2005, on y a dénombré 1 011 personnes.